# 黒木淳吉
黒木 淳吉（くろき じゅんきち、1924年 - 2009年）は日本の小説家。宮崎県西都市出身。
1947年、宮崎県工業専門学校 (旧制)土木科を卒業。学校教員を経て宮崎県立博物館、宮崎県立図書館、社会教育課に勤務。県立図書館副館長・県総合博物館館長・県美術館顧問、宮崎県芸術文化協会会長などを歴任。1996年、退職。この間、「龍舌蘭」「群青派」「九州文学」などで創作活動をおこなう。作品集『帯の記憶』で宮日文化賞、『夏草』で宮崎県文化賞、長編『夕映えの村』で九州文学賞を受ける。

## 著書

### 小説
- 『夕映えの村』　（鉱脈社、1978年）
- 『モマが泣いた』　（鉱脈社、1991年）
- 『自転車と四人と犬と』　（本多企画、1996年）
- 『黒木淳吉作品集』　（鉱脈社、2002年）

### 文化論・エッセイ
- 『宮崎の旅』　（宮崎日日新聞社、1978年）
- 『宮崎の名産』 （宮崎日日新聞社、1979年）
- 『宮崎文化往来』 （鉱脈社、1986年）

### 作詞
- えびの市立加久藤中学校校歌（1957年）
- 三股町町民歌（三股町、1958年）
- 日向十五夜音頭（日向市、1960年）
- SAPの歌「のびる若樹」（1962年）
- 山之口町町民歌（旧山之口町、1964年）
- えびの音頭（えびの市、1980年）